# تاريخ متلازمة التعب المزمن

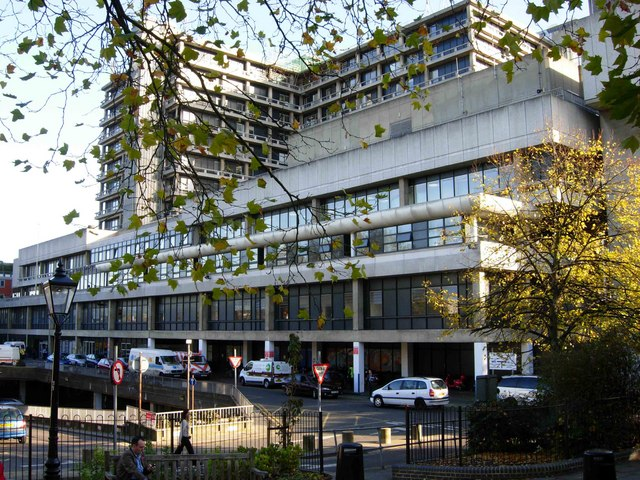
مستشفى رويال فري، هامبستيد تأسس المستشفى في الأصل عام 1828 لتوفير الرعاية المجانية لأولئك الذين لا يستطيعون تحمل تكاليف العلاج في المستشفى. وانتقل إلى موقعه الحالي في منتصف السبعينيات وهو الآن مستشفى تعليمي كبير يوفر حوالي 900 سرير.

متلازمة التعب المزمن؛ والمعروفة أيضًا باسم التهاب الدماغ والنخاع المؤلم للعضل (ME)، أو ME/CFS لها تاريخ طويل مع تطور في الفهم الطبي والتشخيص والتصورات الاجتماعية.
في أوائل القرن التاسع عشر، كان تشخيص الوهن العصبي شائعًا، والذي كان يتداخل مع معايير ME/CFS الحالية. حدثت حالات تفشي مختلفة لمرض غامض في أوائل القرن العشرين، والمعروف باسم شلل الأطفال غير النمطي، أو مرض أكوريري أو الوهن العصبي الوبائي.
بعد تفشي المرض في مستشفى رويال فري في لندن، أصبح المرض معروفًا باسم التهاب الدماغ والنخاع العضلي الحميد. اندلع الجدل عندما وصف الأطباء النفسيون، الذين لم يتحدثوا إلى أي من المرضى، تفشي المرض بأنه حالة هستيريا جماعية. نشر تعريف الحالة الأول لالتهاب الدماغ والنخاع المؤلم للعضل في عام 1986، والتعريف الأول لمتلازمة التعب المزمن في عام 1988.

## الجدول الزمني

### القرن ال 19
أبلغ عن عدة أوصاف للمرض تشبه متلازمة التعب المزمن منذ 200 عام على الأقل.
في القرن التاسع عشر، قام طبيب الأعصاب جورج ميلر بيرد بنشر مفهوم الوهن العصبي، مع أعراض تشمل التعب والقلق والصداع والعجز الجنسي والألم العصبي والاكتئاب. بقي هذا المفهوم شائعًا حتى القرن العشرين، وفي النهاية أصبح يُنظر إليه على أنه حالة سلوكية وليست جسدية، مع تشخيص يستبعد متلازمات ما بعد الفيروس. لقد جرى استبعاد الوهن العصبي من التشاخيص الطبية إلى حد كبير. صنف نظام ICD-10 التابع لمنظمة الصحة العالمية الوهن العصبي تحت (F48 الاضطرابات العصبية الأخرى) والذي استبعد على وجه التحديد متلازمة التعب المزمن. الإصدار الحالي من التصنيف الدولي للأمراض، ICD-11، لا يتضمن الوهن العصبي ويتجاهل وجوده.

### تفشي المرض في القرن العشرين
وصف مسؤول خدمة الصحة العامة بالولايات المتحدة (USPHS)، ألكسندر غيليام، مرضًا يشبه شلل الأطفال، بعد إجراء مقابلات مع المرضى ومراجعة سجلات إحدى المجموعات العديدة التي حدثت في لوس أنجلوس، خلال عام 1934. شمل تفشي مرض مستشفى مقاطعة لوس أنجلوس جميع الممرضات والأطباء أو معظمهم. وصف غيليام تفشي المرض بأنه شلل الأطفال غير النمطي ووصف الأعراض بأنها: ضعف سريع في العضلات، وعدم الاستقرار الحركي الوعائي، وتشنجات وانقباضات رنعية، وترنح، وألم شديد (عادة ما يتفاقم بسبب ممارسة التمارين الرياضية)، وتيبس الرقبة والظهر، واضطراب الدورة الشهرية، وتأثر الحواس السائدة.
كانت هناك مجموعة من حالات التهاب الدماغ في عام 1936، في دير في ولاية ويسكونسن، بين المبتدئين والمرشحين للدير. في العام التالي، تفشى التهاب سنجابية النخاع المجهض في مدينتين في سويسرا، وتم إعطاء نفس التشخيص لـ 73 جنديًا سويسريًا في عام 1939. أُطلق على التفشي في أيسلندا اسم مرض أكوريري أو محاكاة شلل الأطفال وسمي فيما بعد مرض أيسلندا. أصيب 800 شخص في أديلايد بأستراليا بالمرض خلال الفترة 1949-1951 بمرض يشبه شلل الأطفال. شخصت مجموعتان أصغر في الولايات المتحدة خلال عام 1950 على أنهما مصابتان بالوهن العضلي العصبي الوبائي ويشبهان مرض أيسلندا الذي يحاكي شلل الأطفال الأمامي الحاد. حدثت حالات تفشي إضافية لأمراض غامضة شبيهة بشلل الأطفال في الفترة من الخمسينيات وحتى الثمانينات في الدنمارك والولايات المتحدة وجنوب أفريقيا وأستراليا وغيرها.
حدثت عدة حالات تفشي لمرض يشبه شلل الأطفال في بريطانيا في الخمسينيات من القرن العشرين. أُطلق على تفشي المرض عام 1955 في مجموعة المستشفيات الملكية الحرة اسم مرض رويال فري أو التهاب الدماغ والنخاع العضلي الحميد. بعد تفشي المرض في مستشفى رويال فري، عثر على اضطراب ذو أعراض مشابهة بين عامة السكان وأصبح شكل الوباء يعتبر الاستثناء. نتائج علم الأمراض، سواء في القرود أو في الإصابات البشرية النادرة، أدى إلى استنتاج مفاده أن الاضطراب كان سببه التهاب الدماغ والحبل الشوكي، وخاصة جذور الأعصاب الواردة، وربما مع مسببات المناعة العصبية.

### التأطير النفسي (الستينيات والسبعينيات)
في ستينيات وسبعينيات القرن العشرين، كانت أعراض التعب المزمن تعزى في كثير من الأحيان إلى داء البروسيلات المزمن، ولكن عادة كان يُنظر إلى الناس على أنهم يعانون من اضطرابات نفسية، وخاصة الاكتئاب. الحالات الوبائية من التهاب الدماغ والنخاع العضلي الحميد كانت تسمى الهستيريا الجماعية من قبل الأطباء النفسيين ماك إيفيدي وبيرد في عام 1970، ما أثار انتقادات في رسائل إلى محرر المجلة الطبية البريطانية من قبل الباحثين في تفشي المرض، والأطباء المعالجين، والأطباء الذين أصيبوا بالمرض. ألقي اللوم على الأطباء النفسيين لعدم التحقيق بشكل كاف مع المرضى الذين وصفوهم، وتم دحض استنتاجاتهم. في عام 1978، خلصت ندوة عقدت في الجمعية الملكية للطب (RSM) إلى أن التهاب الدماغ والنخاع العضلي الوبائي كان مرضًا متميزًا ذو أساس عضوي واضح.
على الرغم من الانتقادات، كان للورقة البحثية التي كتبها ماكيفيدي وبيرد تأثير كبير وأصبحت النظرة إلى مرض الصدفية على أنه مرض نفسي جسدي سائدة لما يقرب من 50 عامًا.

### تعريفات الحالة (1986 فصاعدًا)
في عام 1986، نشر ملفين رامزي أول معايير تشخيصية لالتهاب الدماغ والنخاع المؤلم للعضل، حيث تميزت الحالة بما يلي: 1) إرهاق العضلات، حيث تمر ثلاثة أيام أو أكثر، حتى بعد الحد الأدنى من الجهد البدني، قبل استعادة القوة العضلية الكاملة. 2) التباين أو التقلب غير العادي في الأعراض، حتى خلال يوم واحد. و3) المزمنة. بحلول عام 1988، أثبت العمل المستمر لرامزي أنه على الرغم من أن المرض نادرًا ما يؤدي إلى الوفاة، إلا أنه غالبًا ما يكون معوقًا بشدة. ولهذا السبب، اقترح رامزي إسقاط البادئة حميد.
اكتسب المرض اهتمامًا وطنيًا في الولايات المتحدة عندما نشرت مجلة أبقراط الشهيرة قصة غلاف عن وباء في بحيرة تاهو، نيفادا، في منتصف الثمانينيات. كان مصطلح فيروس إبشتاين-بار المزمن مستخدمًا في الولايات المتحدة، لكن المجلة استخدمت مصطلح متلازمة راجيدي آن للإشارة إلى التعب وفقدان القوة العضلية التي يشعر بها المرضى. لم يجد الباحثون الذين يحققون في مجموعة بحيرة تاهو أي دليل على تورط فيروس إبشتاين بار، واقترحوا اسم متلازمة التعب المزمن، واصفين العرض الرئيسي للمرض. قاموا بنشر أول تعريف لحالة العمل الخاصة بـ CFS في عام 1988. ازدادت الأبحاث بشكل كبير، وزادت هذه الزيادة بعد تخفيف المعايير في عام 1994.
في عام 1990، قدم الباحثون أدلة على أنهم وجدوا تسلسلات الحمض النووي مشابهة جدًا للفيروس القهقري HTLV-II البشري في بعض مرضى متلازمة التعب المزمن، في مؤتمر عُقد في كيوتو، اليابان. وقد نشرت دراستهم في وقت لاحق في وقائع الأكاديمية الوطنية للعلوم. صرح مراسل في برايم تايم لايف أن الإعلان تصدر عناوين الأخبار في جميع أنحاء العالم. تجاهل مركز السيطرة على الأمراض في البداية النتائج التي توصلوا إليها، ثم أجرى لاحقًا دراسة ونشر بحثًا يدحض الفرضية.
في المملكة المتحدة، طلب كبير المسؤولين الطبيين كينيث كالمان تقريرًا من الكليات الطبية الملكية في عام 1996. وأدى ذلك إلى نشر تقرير مشترك وجد فيه أن مصطلح متلازمة التعب المزمن هو الأكثر تمثيلًا. وأعقب ذلك في عام 2002 تقرير آخر أعده مدير التسويق الجديد، ليام دونالدسون.
تعترف المراكز الأمريكية لمكافحة الأمراض والوقاية منها (CDC) بمتلازمة التعب المزمن كمرض خطير، وأطلقت حملة في يونيو 2006 لرفع الوعي العام والطبي حول هذا الموضوع.